# Lex Barker

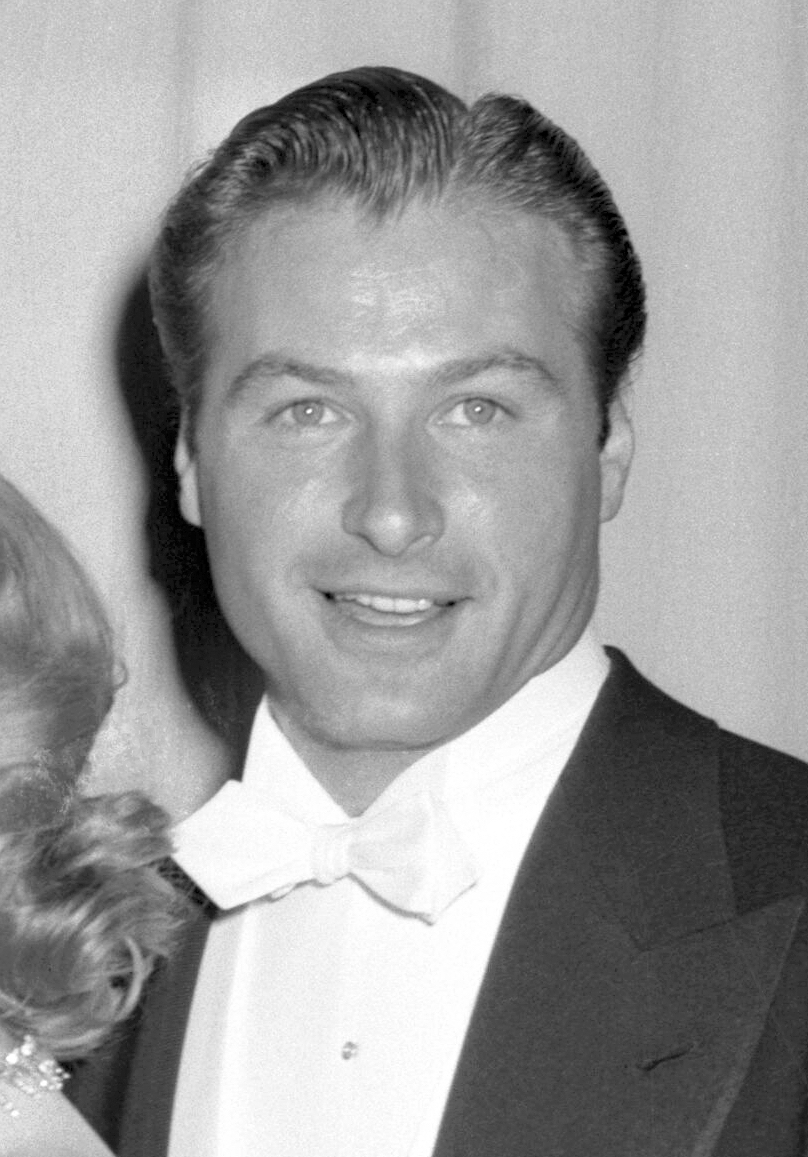
Lex Barker (1951)

Lex Barker (* 8. Mai 1919 in Rye, New York, als Alexander Crichlow Barker Jr.; † 11. Mai 1973 in New York City) war ein US-amerikanischer Schauspieler. Seine bekanntesten Rollen waren Tarzan, Der Wildtöter und Old Shatterhand.

## Leben

### Frühe Jahre
Alexander Crichlow Barker wurde als zweites Kind des wohlhabenden Bauunternehmers Alexander Crichlow Barker Sr. geboren. Er war ein direkter Nachkomme des Gründers der Kolonie Rhode Island, Roger Williams, und ein Nachfahre von Sir Henry Crichlow, ehemals Generalgouverneur von Barbados.
Barker besuchte die Fessenden School sowie die renommierte Phillips Exeter Academy. Während seiner Schulzeit machte er besonders durch seine guten Leistungen als Leichtathlet und Football-Spieler auf sich aufmerksam. Anschließend begann er an der Eliteuniversität in Princeton ein Studium zum Bauingenieur, um später den familieneigenen Betrieb übernehmen zu können. Zum Leidwesen seines Vaters brach Barker das Studium bereits nach kurzer Zeit ab, um eine Schauspielausbildung zu beginnen, die ihn an den Broadway führte. Hier erhielt er eine kleine Rolle in dem Theaterstück The Merry Wives of Windsor. 1940 spielte er im Theaterstück Fünf Könige (The Five Kings) unter der Regie von Orson Welles. Am 21. Januar 1942 heiratete er Constance Thurlow. Ein interessantes Vertragsangebot der Filmgesellschaft 20th Century Fox konnte er zu dieser Zeit nicht annehmen, da er noch nicht volljährig war. Daraufhin kehrte er nach Hause zurück, nahm eine Beschäftigung in einem Stahlwerk an und besuchte nebenbei die Abendschule, um sein abgebrochenes Studium abzuschließen.
Barkers Ausbildung wurde durch den Zweiten Weltkrieg unterbrochen. Er meldete sich 1942 freiwillig zur Infanterie der United States Army, diente in Nordafrika und Italien. Auf Sizilien wurde er schwer verwundet; seitdem trug er eine Silberplatte im Schädel. 1945 wurde er zum Major befördert. Nach einer weiteren Verwundung, diesmal am Bein, wurde Barker von Mai bis August 1945 in einem Armeekrankenhaus in Arkansas behandelt und anschließend aus dem Dienst entlassen. Der politisch konservative Barker sprach sich stets dafür aus, als Soldat für sein Land zu kämpfen.
Am 28. November 1945 erhielt Barker in Hollywood seinen ersten Filmvertrag für einen Kurzauftritt mit einer einzigen Dialogzeile in Doll Face, wurde aber im Abspann nicht namentlich erwähnt.

### Erfolge in den USA und in Italien
Barker trat zunächst nur in Nebenrollen in Erscheinung. So spielte er 1947 in zwar erfolgreichen Filmen wie Die Farmerstochter und Im Kreuzfeuer, aber nur kleine Nebenrollen. Sein athletischer Körperbau und sein gutes Aussehen brachten dem blonden, 1,93 Meter großen Schauspieler 1949 seine erste große Hauptrolle als Tarzan ein. Damit wurde er zum Nachfolger Johnny Weissmuellers, den die Produzenten aus Altersgründen nicht mehr als Dschungelhelden besetzen wollten. Zwischen 1949 und 1953 drehte Barker fünf Tarzan-Filme, die ihn weltweit bekannt machten. Zahlreiche Rollen in Western und Abenteuerfilmen der B-Kategorie folgten. Barker spielte unter anderem einen Apachenhäuptling im Film Rebell der roten Berge (1957), im Film Die Hölle des Dschungels (1957) oder die Titelrolle in Lederstrumpf: Der Wildtöter (1957) nach dem Roman von James Fenimore Cooper. Zwar war er weiterhin auf der Suche nach anspruchsvolleren Rollen, doch schwang sein Image als Tarzan bei Neubewerbungen immer noch mit.
Da Barker mit den Rollen, die ihm in Hollywood angeboten wurden, zunehmend unzufrieden war, zog er 1957 nach Europa. In Italien, beispielsweise in der aufblühenden Filmstadt Cinecittà, wo zu dieser Zeit zahlreiche niedrig budgetierte Abenteuerfilme produziert wurden, konnte er sich schnell als Star profilieren. Barker trat in zeittypischen Genrefilmen wie Die Vergeltung des roten Korsaren (1958), Rebell ohne Gnade (1958), Robin Hood und die Piraten (1960) oder Küste der Piraten (1960) in Erscheinung. In Federico Fellinis Filmklassiker La dolce vita (1960) war Barker in einer Nebenrolle zu sehen. Später bemühte er sich weiter vergeblich darum, Rollen in künstlerisch hochklassigen Filmen zu erhalten.
Barker zählte mit zu den ersten US-Schauspielern, die im italienischen Film Karriere machten. Vor allem in den 1960er-Jahren kamen viele US-Darsteller nach Italien und spielten dort Rollen beispielsweise in Sandalenfilmen oder Italowestern. Es waren hauptsächlich Schauspieler, die so wie Barker Probleme hatten, in Hollywood an gute Rollen zu kommen.

### Erfolge in Deutschland
Auf einer Party lernte Barker 1960 den deutschen Filmproduzenten Artur Brauner kennen. Dieser engagierte ihn für die Rolle des Joe Como in zwei Doktor-Mabuse-Filmen. Es folgte der Film Frauenarzt Dr. Sibelius. Als Anfang der 1960er-Jahre die Verfilmung von Romanen des deutschen Autors Karl May anstand, erinnerte sich der Produzent Horst Wendlandt sofort an den „deutscher als alle Deutschen“ aussehenden US-Amerikaner, den er zuvor als Wildtöter in der Lederstrumpf-Verfilmung wahrgenommen hatte. Er versuchte, Lex Barker als Old Shatterhand in der ersten Verfilmung des Western-Romans von Karl May Der Schatz im Silbersee (1962) zu besetzen.
Barker war zuerst wenig begeistert davon, in deutschen Filmen mitzuspielen, da sie damals international kaum Bedeutung hatten. Auch das verhältnismäßig geringe Budget der Karl-May-Filme hielt er für wenig professionell. Erst durch das Zureden seiner damaligen Frau, der Schweizerin Irene Labhardt, der die Bedeutung der Figur bekannt war, unterschrieb Barker den Vertrag. Der Schatz im Silbersee wurde zu einem riesigen Erfolg und zog die Karl-May-Filmwelle der 1960er nach sich. Barker verkörperte insgesamt siebenmal die Figur des Old Shatterhand und avancierte – zusammen mit seinem französischen Leinwandpartner Pierre Brice, der den Apachenhäuptling Winnetou spielte – im deutschsprachigen Raum zu einem der populärsten Filmschauspieler dieses Genres. Die Karl-May-Filme lösten eine regelrechte Hysterie und einen Kult um die beiden Darsteller aus. Die Popularität von Barker und Brice zeigte sich beispielsweise in den Tumulten, die aufbrandeten, wenn sie Filmpremieren besuchten. Barker erhielt einen Bravo-Starschnitt und wurde wegen seines noch immer blendenden Aussehens in der Presse als „sexy Lexy“ bezeichnet. Er galt als perfekter Hauptdarsteller in Western, Krimis und Abenteuerfilmen und personifizierte das Idealbild des moralisch integren Helden, der sich durch Intelligenz, Geschicklichkeit und eine fast übermenschliche Körperkraft auszeichnete. Am 21. Januar 1967 erhielt Lex Barker den Bambi als bester ausländischer Schauspieler für das Jahr 1966.
Das Leder-Kostüm, das Lex Barker als Old Shatterhand trug, war in Anlehnung an seine Titelrolle im Wildtöter von 1957 ausgewählt worden. Der Gürtel, eine Navajo-Silberarbeit, war ein Geschenk eines Sioux-Indianers an Barkers Urgroßvater gewesen, den er aus seinem Privatbesitz beisteuerte. Nur den Hut, der immer an der Sattelseite hing, trug er bei den Dreharbeiten nie auf dem Kopf, weil Barker das Idol eines jugendlichen Helden verkörpern sollte. Neben den Western drehte Lex Barker auch mehrere Abenteuerfilme nach Karl-May-Romanen, in denen er als Kara Ben Nemsi bzw. Dr. Karl Sternau in Erscheinung trat. Produziert wurden diese Filme von Horst Wendlandts Konkurrent Artur Brauner.
In der zweiten Hälfte der 1960er-Jahre zeichnete sich ab, dass sich die Rezepte der Karl-May-Western zu verbrauchen begannen und die zunehmend schablonenhaften Filme kein großes Publikum mehr anziehen konnten. Mit Winnetou und Shatterhand im Tal der Toten produzierte Artur Brauner 1968 einen letzten Winnetou-Film, der sich konzeptionell stark an den Erfolgsfilm Der Schatz im Silbersee anlehnte. Pläne für weitere Karl-May-Filme wurden danach fallengelassen.
Gegen Ende der Karl-May-Ära war eine neue Kinoserie mit Lex Barker geplant, die auf den erfolgreichen Mister-Dynamit-Kriminalromanen des Autors Karl-Heinz Günther (C. H. Guenter) basieren sollte. Doch schon bei den Dreharbeiten zum ersten Film Mister Dynamit – Morgen küßt Euch der Tod von 1967 kam es zu Unstimmigkeiten, als Barker seine Gage erst einklagen musste. Danach hatte er kein Interesse mehr an weiteren Verfilmungen, was das Ende dieses Projektes bedeutete.
Die deutsche Sprache konnte Barker zwar verstehen, sprach sie aber nur selten, und wenn, dann nur ein paar Sätze anlässlich von Premierenfeiern. Außer Englisch sprach er auch Französisch, Spanisch und Italienisch fließend mit Akzent.

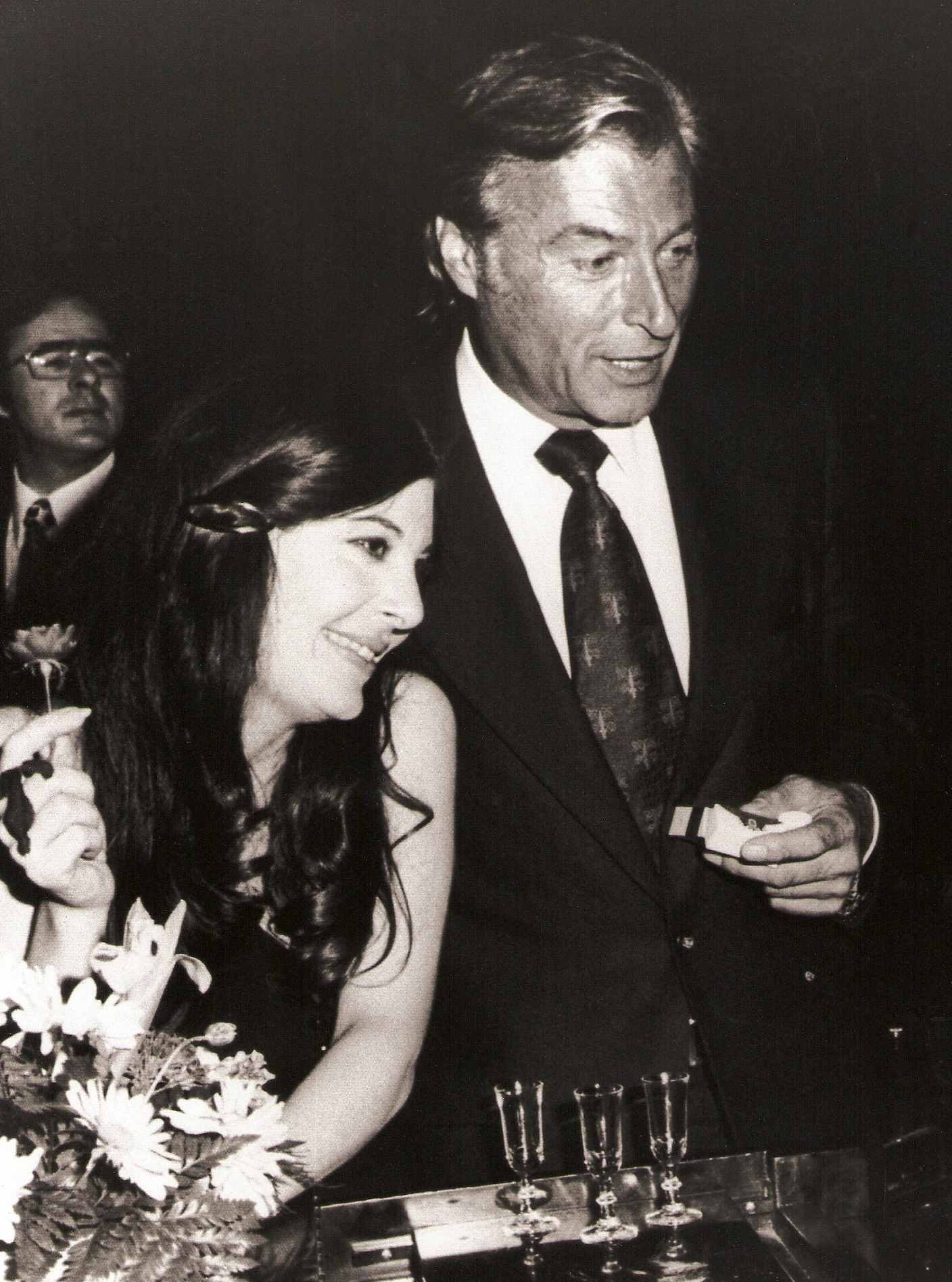
Barker mit der Schauspielerin Karen Kondazian am 1. Mai 1973, wenige Tage vor
seinem Tod

### Letzte Jahre und Nachruhm
Nach dem Ende der Karl-May-Welle fand Lex Barker keine lohnenden Rollenangebote mehr; der Heldentypus, den er normalerweise verkörperte, war nicht mehr in Mode und der Publikumsgeschmack hatte sich deutlich gewandelt. Barkers Versuche, wieder in Hollywood Fuß zu fassen, wo er völlig in Vergessenheit geraten war, scheiterten.
Ab 1969 war Lex Barker in Fernsehserien wie FBI oder Ihr Auftritt, Al Mundy zu sehen, und er plante eine eigene Fernsehserie. In dem spanischen Film Aoom (1970) spielte er einen über das Leben reflektierenden alternden Schauspieler. Mit diesem Film erfüllte Barker sich seinen langgehegten Wunsch: eine Rolle spielen zu dürfen, die sein ganzes schauspielerisches Können erforderte. 1970 entstand auch die zeittypische Musikkomödie Wenn du bei mir bist, in der Barker neben Roy Black als Flugkapitän in Thailand zu sehen war. Dies waren die letzten Kinofilme mit Lex Barker.
In den folgenden Lebensjahren zog sich Barker weitgehend aus der Öffentlichkeit zurück. Auf seine Familienangehörigen und Freunde wirkte er, nicht zuletzt durch seine zunehmenden gesundheitlichen Probleme, seinen Rückgang von Rollenangeboten und auch durch die Konflikte mit seiner letzten Ehefrau Tita Cervera, müde und verbraucht. Lex Barker ging seiner Leidenschaft, dem Tennisspiel, nach und nahm dabei erfolgreich an Turnieren teil.
Seine letzte Arbeit war eine Folge (The Waiting Room) der US-amerikanischen Mystery-Fernsehserie Night Gallery. Im deutschen Fernsehen wurde sie unter dem Titel Wo alle Wege enden gezeigt. Kurze Zeit nach ihrer Erstausstrahlung im Jahr 1973 starb Lex Barker: Drei Tage nach seinem 54. Geburtstag erlag der Schauspieler an der Kreuzung Lexington Avenue und 61. Straße in Manhattan (New York) einem Herzinfarkt, als er auf dem Weg zu seiner damaligen Freundin, der Schauspielerin Karen Kondazian, war. Da Barker keine Papiere bei sich hatte, konnte der einst so populäre Schauspieler erst anhand der Gravur seiner Armbanduhr identifiziert werden.
In der Presse wurde offen über Alkoholismus als Todesursache des Schauspielers spekuliert. Die tatsächlichen Umstände seines Todes blieben dabei weitgehend unberücksichtigt, ebenso die Tatsache, dass bereits Barkers Vater an einem Herzanfall verstorben war. Die Trauerfeier fand in New York statt. Die Urne nahm seine letzte Ehefrau Tita Cervera mit nach Spanien.
Gegen Ende seines Lebens besaß er mehrere Luxusimmobilien und eine wertvolle Sammlung von Andenken aus aller Welt.
Der Erfolg der Karl-May-Filme machte Barker vor allem im deutschsprachigen Raum über seinen Tod hinaus zu einem bekannten Kinodarsteller. In den USA blieben die Karl-May-Filme außerhalb der Filmszene eher unbeachtet, weshalb Barker in seinem Heimatland heute allenfalls noch als Darsteller des Tarzan bekannt ist.

## Ehen

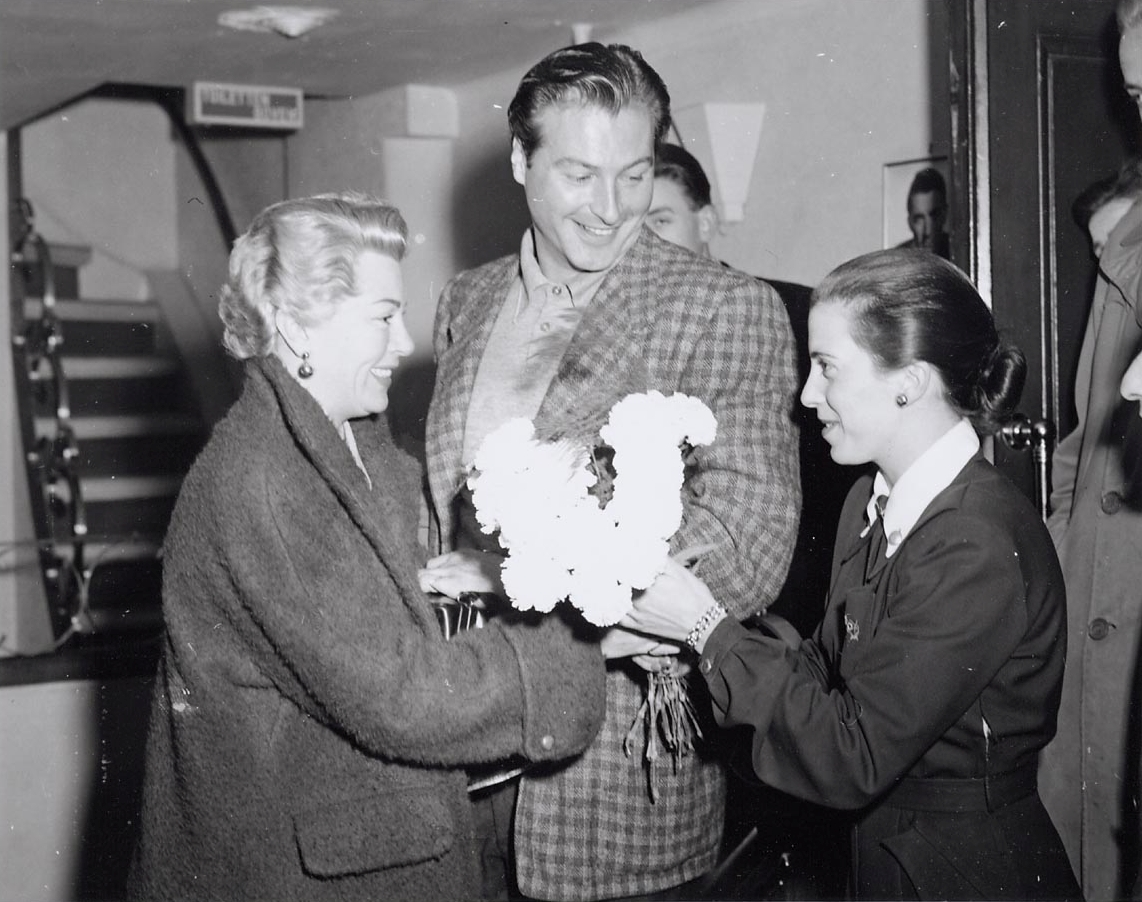
Barker mit Lana Turner (links) in Amsterdam (1953)

Barker war insgesamt fünfmal verheiratet und hatte drei Kinder:
- Constanze Thurlow (27. Januar 1942 bis 2. November 1950, geschieden), Tochter Lynne (* 21. Januar 1943; † 2010), Sohn Alexander („Zan“) (* 25. März 1947; † 2. Oktober 2012), nach ihrer zweiten Heirat 1953 nahm er beide Kinder zu sich.
- Arlene Dahl (16. April 1951 bis 15. Oktober 1952, geschieden); sie heiratete 1954 den argentinischen Schauspieler und Filmproduzenten Fernando Lamas, deren gemeinsamer Sohn der Schauspieler Lorenzo Lamas ist.
- Lana Turner (8. September 1953 bis 22. Juli 1957, geschieden).
- Irene Labhardt (14. März 1959 bis 23. Oktober 1962, die Ehe endete durch ihren Tod), Sohn Christopher (* 2. Mai 1960), nach dem Tod seiner Mutter wuchs er bei den Großeltern in der Schweiz auf.
- María del Carmen Rosario Cervera Fernández de la Guerra, bekannt als Carmen „Tita“ Cervera (6. März 1965 bis 11. Mai 1973, die Scheidung war beantragt, die Ehe endete durch seinen Tod); sie heiratete 1985 Hans Heinrich Thyssen-Bornemisza de Kászon.

Die Ehe mit der Schauspielerin Lana Turner war von Skandalen geprägt und oft Thema in der Regenbogenpresse. Im Gegensatz dazu verlief die vierte Ehe mit der Schweizer Schauspielschülerin Irene Labhardt harmonisch. Doch Labhardt nahm sich 1962 im Alter von 26 Jahren das Leben, als sie erfuhr, dass sie unheilbar an Leukämie erkrankt war. Barker selbst bezeichnete sie als die einzige große Liebe seines Lebens. Seine letzte Ehe mit der spanischen Schönheitskönigin Carmen „Tita“ Cervera endete in einem exzessiven Scheidungskrieg, dessen Folgen sich bis über seinen Tod hinauszogen. Seine letzten Lebensmonate verbrachte Lex Barker an der Seite der Schauspielerin Karen Kondazian.

## Sonstiges
Barker war als leidenschaftlicher Gin-Rommé-Spieler, Raucher und Whisky-Trinker bekannt.
Lex Barkers Sohn aus der Ehe mit Irene Labhardt, Christopher Barker, hat eine klassische Gesangsausbildung als Opernsänger und damit verbunden auch eine Ausbildung zur Schauspielerei genossen. Er trat in den 1980er- und 1990er-Jahren in Musicals und Fernsehserien auf, spielte bei den Karl-May-Spielen in Bad Segeberg die Rolle seines Vaters, den Old Shatterhand, und versuchte, sich in Deutschland als Schlagersänger zu etablieren. Christopher Barker lebt abwechselnd in der Schweiz, wo er aufgewachsen ist, und in New York City, wo er sich auch als Immobilienmakler betätigte.
In den 1980er-Jahren erregte Lex Barkers Name negative Schlagzeilen, als ihn Cheryl Crane, die Tochter von Lana Turner, in ihrer Autobiographie bezichtigte, sie mehrfach vergewaltigt zu haben. Barkers Sohn Christopher warf der Turner-Tochter eine schmutzige Werbekampagne auf Kosten des Rufes seines toten Vaters vor.
Ebenfalls in die Presse geriet der Streit um Barkers Erbe (unter anderem eine wertvolle historische Waffensammlung), um das sich Christopher Barker mit Maria del Carmen „Tita“ Cervera, der Witwe seines Vaters, gerichtlich auseinandersetzte; Christopher fühlte sich nicht nur wesentlich benachteiligt, sondern sah auch das Vermächtnis seines Vaters von ihr nicht hinreichend gewürdigt.

## Lex Barker als Sänger
1965 nahm Barker unter Leitung von Werner Scharfenberger zwei Musiktitel auf: Ich bin morgen auf dem Weg zu dir (Musik: Martin Böttcher) und Mädchen in Samt und Seide (Musik: Werner Scharfenberger). Martin Böttcher äußerte später, dass „für Lex Barker im Studio keine technischen Spielereien angestellt werden mussten und seine Stimme so stark war, dass sie gedämpft werden musste“. Zwei weitere bereits aufgenommene Titel blieben letztlich unveröffentlicht, da Barkers Plattenvertrag auf eigenen Wunsch hin aufgelöst wurde; nach eigenen Aussagen konnte er sich „mit Musik und Text“ dieser Stücke „nicht identifizieren“.

## Auszeichnungen
- 1965 – Bravo Otto in Bronze
- 1966 – Bambi als beliebtester ausländischer Filmschauspieler
- 1967 – Silberner Bambi

## Diskografie
- Ich bin morgen auf dem Weg zu dir / Mädchen in Samt und Seide (Single, 1965, Decca D 19 725)
- Winnetou, du warst mein Freund (CD, 1996, Bear Family Records) – enthält beide Musiktitel sowie die Gesangsleistungen von Pierre Brice

## Synchronsprecher
In den in Deutschland erschienenen Filmen wurde Barker zumeist von Gert Günther Hoffmann gesprochen, der durch seine unverwechselbare Synchronisation einen wesentlichen Beitrag zu Barkers Erfolg in Deutschland leistete.
Horst Niendorf sprach ihn u. a. als Tarzan und im ersten Karl-May-Film Der Schatz im Silbersee. Ebenfalls zum Einsatz kamen u. a. Wolfgang Eichberger, Peter Pasetti und Reinhard Glemnitz.

## Filmografie (Auswahl)
- 1945: Doll Face
- 1946: Im Geheimdienst (Cloak and Dagger)
- 1946: Sinfonie in Swing (Do You Love Me)
- 1947: Die Unbesiegten (Unconquered)
- 1947: Die Farmerstochter (The Farmer’s Daughter)
- 1947: Im Kreuzfeuer (Crossfire)
- 1947: Under the Tonto Rim
- 1948: Nur meiner Frau zuliebe (Mr. Blandings Builds His Dreamhouse)
- 1948: Der Schrecken von Texas (Return of the Bad Men)
- 1948: Die bronzene Göttin (The Velvet Touch)
- 1949: Tarzan und das blaue Tal (Tarzan’s Magic Fountain)
- 1950: Tarzan und das Sklavenmädchen (Tarzan and the Slave Girl)
- 1951: Tarzan und die Dschungelgöttin (Tarzan’s Peril)
- 1952: Tarzan, der Verteidiger des Dschungels (Tarzan’s Savage Fury)
- 1952: Battles of Chief Pontiac
- 1953: Donnernde Hufe (Thunder Over the Plains)
- 1953: Tarzan bricht die Ketten (Tarzan and the She-Devil)
- 1953: Die schwarzen Teufel von Ramangai (La vendetta dei Thugs)
- 1954: Die Tempelwürger von Bangkok (I misteri della giungla nera)
- 1954: Gold aus Nevada (The Yellow Mountain)
- 1955: Duell mit dem Teufel (The Man from Bitter Ridge)
- 1955: Die Intrige der Lily Scarlett (Duel on the Mississippi)
- 1956: Klar Schiff zum Gefecht (Away all Boats)
- 1956: Schonungslos (The Price of Fear)
- 1957: Rebell der roten Berge (War Drums)
- 1957: The Girl in the Kremlin
- 1957: Das Mädchen mit den schwarzen Strümpfen (The Girl in Black Stockings)
- 1957: Die Hölle des Dschungels (Jungle Heat)
- 1957: Lederstrumpf: Der Wildtöter (The Deerslayer)
- 1958: Die Vergeltung des roten Korsaren (Il figlio del corsaro rosso)
- 1958: The Strange Awakening
- 1958: Rebell ohne Gnade (Capitan Fuoco)
- 1959: Misión en Marruecos
- 1959: Der Sohn des roten Korsaren (La scimitarra del Saraceno)
- 1960: Das Geheimnis der roten Maske (Il terrore della maschera rossa)
- 1960: Küste der Piraten (I pirati della costa)
- 1960: Die Rache des roten Ritters (Il cavaliere dai cento volti)
- 1960: Robin Hood und die Piraten (Robin Hood e i pirati)
- 1960: Das süße Leben (La dolce vita)
- 1961: Die Karawane nach Zagora (El secreto de los hombres azules)
- 1961: Im Stahlnetz des Dr. Mabuse
- 1961: Der schwarze Brigant (Il secreto dello sparviero nero)
- 1962: Frauenarzt Dr. Sibelius
- 1962: Der Schatz im Silbersee
- 1962: Die unsichtbaren Krallen des Dr. Mabuse
- 1963: Das Todesauge von Ceylon
- 1963: Frühstück im Doppelbett
- 1963: Der Henker von Venedig (Il boia di Venezia)
- 1963: Kali Yug: Die Göttin der Rache (Kali Yug, la dea della vendetta)
- 1963: Kali Yug, 2. Teil: Aufruhr in Indien (Il mistero del tempio indiano)
- 1963: Winnetou 1. Teil
- 1963: Old Shatterhand
- 1964: Der Schut
- 1964: Die Verdammten der Blauen Berge (Code 7 Victim 5)
- 1964: Winnetou 2. Teil
- 1965: Durchs wilde Kurdistan
- 1965: Die Hölle von Manitoba
- 1965: Im Reiche des silbernen Löwen
- 1965: In Beirut sind die Nächte lang (Twenty-four Hours to Kill)
- 1965: Der Schatz der Azteken
- 1965: Die Pyramide des Sonnengottes
- 1965: Winnetou 3. Teil
- 1966: Winnetou und das Halbblut Apanatschi
- 1966: Gern hab ich die Frauen gekillt (Spie contro il mondo)
- 1966: Wer kennt Johnny R.?
- 1967: Mister Dynamit – Morgen küßt Euch der Tod
- 1967: Die Schlangengrube und das Pendel
- 1967: Siebenmal lockt das Weib (Woman Times Seven)
- 1968: Winnetou und Shatterhand im Tal der Toten
- 1968: Ihr Auftritt, Al Mundy (It Takes a Thief, Fernsehserie, eine Folge)
- 1970: Aoom
- 1970: Wenn du bei mir bist
- 1971: FBI (The F.B.I., Fernsehserie, eine Folge)
- 1972: Night Gallery (Fernsehserie, eine Folge)

## Dokumentation
- Lex Barker – Westernheld und Playboy. Regie: Andreas Wagner, ZDF, Deutschland, 53 Minuten, 2023